# Acumulação por espoliação
Acumulação por desapropriação é um conceito elaborado pelo geógrafo marxista David Harvey . Ele define políticas capitalistas neoliberais que resultam em uma centralização da riqueza e do poder nas mãos de poucos, desapropriando as entidades públicas e privadas de suas riquezas ou terras. Tais políticas são visíveis em muitos países ocidentais desde a década de 1970 até os dias atuais.  Harvey argumenta que essas políticas são guiadas principalmente por quatro práticas: privatização, financeirização, gerenciamento e manipulação de crises, e redistribuições estatais. 
A privatização e a mercantilização de bens públicos estão entre os aspectos mais criticados e disputados do neoliberalismo . Em resumo, eles poderiam ser caracterizados pelo processo de transferência de propriedade do setor público para a setor privado. Segundo a teoria marxista, isso serve aos interesses da classe capitalista, ou burguesia, à medida que transfere o poder dos governos da nação para os partidos privados. Ao mesmo tempo, a privatização gera um meio de lucro para a classe capitalista; após uma transação, eles podem vender ou alugar ao público o que costumava ser de propriedade comum, ou usá-lo como capital através do modo de produção capitalista para gerar mais capital. 
A onda de financeirização iniciada na década de 1980 é facilitada pela desregulamentação governamental, que tornou o sistema financeiro um dos principais centros de atividade redistributiva. Promoções de ações, esquemas Ponzi, destruição estruturada de ativos por inflação, remoção de ativos por meio de fusões e aquisições, desapropriação de ativos (sucateamento de fundos de pensão e sua dizimação por falência de ações e empresas) por crédito e manipulação de ações são, segundo Harvey, características centrais do sistema financeiro capitalista pós-1970. Esse aspecto se baseia inteiramente no fato de que a quantidade de dinheiro em circulação e, portanto, os níveis de demanda e preços são controlados pelos conselhos de administração de bancos privados. 
Esses conselhos de administração também fazem parte de conselhos de corporações e de qualquer outro número de veículos legais que também lucram com as oscilações dos preços dos ativos. No centro da acumulação por desapropriação está o controle privado da quantidade de suprimento monetário que pode ser manipulada para obter ganhos privados, o que inclui a criação de condições de desemprego ou insegurança na população. Esse processo está bem documentado na história inglesa desde antes da fundação do Banco da Inglaterra e antes na Holanda. O processo funciona bem com ou sem um banco central e com ou sem suporte de ouro. Os detalhes também são manipulados de tempos em tempos, conforme necessário, para satisfazer a raiva ou apatia popular. 
Pela capacidade das instituições financeiras de criar e manipular crises, como aumentar repentinamente as taxas de juros, os países mais pobres podem ser forçados a entrar em falência, e concordar com acordos como o dos programas de ajuste estrutural pode gerar mais danos a esses países. Harvey concluiu que isso é permitido pela atuação de entidades como o Tesouro dos EUA, o Banco Mundial e o Fundo Monetário Internacional . 
O Estado-nação neoliberal é um dos agentes mais importantes das políticas redistributivas. Mesmo quando a privatização ou a mercantilização parecem ser lucrativas para a classe baixa, a longo prazo, isso pode afetar negativamente a economia. O estado busca redistribuições através de uma variedade de coisas, como alterar o código tributário para obter lucros sobre o investimento, em vez do incremento de rendas e salários (para as classes mais baixas). 
O programa de Margaret Thatcher para a privatização da habitação social na Grã-Bretanha foi inicialmente visto como benéfico para as classes mais baixas, que agora podiam passar do aluguel para o imóvel próprio a um custo relativamente baixo, ganhar controle sobre ativos e aumentar sua riqueza . No entanto, a especulação imobiliária assumiu o controle após as transferências (particularmente, nas localizações centrais) e populações de baixa renda foram forçadas a se deslocar para a periferia.  Por fim, os novos proprietários também eram tomadores de empréstimos e pagavam parcelas de sua renda anual como juros de hipotecas de longo prazo, transferindo efetivamente uma parte de sua riqueza para os proprietários de bancos com licenças para criar dinheiro da dívida a partir de reservas fracionárias. O esquema de privatização do conselho de Thatcher aumentou o número potencial de tomadores de empréstimos no Reino Unido em até 20% dos residentes do Reino Unido que moravam em casas do conselho no final da década de 1970.  Exemplos contemporâneos incluem tentativas de privar pessoas de terras em lugares como Nandigram na Índia e eMacambini na África do Sul . 
Privatização é o processo de transferência de ativos públicos do estado para as empresas privadas. Ativos produtivos incluem recursos naturais, como terra, floresta, água e ar. Tais são ativos que os estados costumavam confiar nas pessoas que representam. Privatizá-los e vendê-los como ações para empresas privadas é o que Harvey chama de acumulação por desapropriação. 
As redistribuições estatais podem ser na forma de contratos concedidos a grupos de poder: para grandes infraestruturas, serviços pagos pelo Estado e realizados por empresas privadas, programas de defesa, projetos de pesquisa. Seria necessário analisar se esses contratos atendem ao bem público de maneira justa ou se sustentam uma estrutura de poder. Além disso, a concessão de licenças para todos os tipos de atividades sancionadas pelo Estado pode resultar em distribuição injusta de riqueza. Outro canal importante de redistribuição é o financiamento apoiado pelo Estado de atividades de empresas privadas. 
Harvey relaciona essas práticas com o que Karl Marx chamou de acumulação original ou primitiva e as vincula a exemplos do mundo real. A modernidade neoliberal é, segundo Harvey, uma modernidade em que a desapropriação desempenha um grande papel e em que a classe capital está ganhando poder às custas da classe trabalhadora . 